# Trichinella spiralis
Trichinella spiralis é uma espécie de nematódeo do gênero Trichinella comumente encontrado parasitando porcos, ratos e humanos, causador da triquinelose.